# Bọt ếch đỏ
Sóc đỏ hay còn gọi bọt ếch đỏ (danh pháp khoa học: Glochidion coccineum) là một loài thực vật có hoa trong họ Diệp hạ châu. Loài này được Francis Buchanan-Hamilton mô tả khoa học đầu tiên năm 1800 dưới danh pháp Agyneia coccinea. Năm 1863, Johannes Müller Argoviensis chuyển nó sang chi Glochidion.